# الرؤية (مسلسل)
الرؤية مسلسل سوري رمضاني من إنتاج 2008 شركة العين الرؤية إخراج مروان بركات ويدمج كوكبة من نجوم الفن السوري